# リェーナ・カーチナ
リェーナ・カーチナ（ロシア語: Еле́на Серге́евна Ка́тина〈イリェーナ・スィルギェーイェヴナ・カーチナ〉、ラテン文字表記: Elena Sergeevna Katina, 1984年10月4日 - ）は、ロシアのシンガーソングライターで、ロシアのデュオt.A.T.u.の活動で知られている。身長162cm。
日本のメディアでは英語風に「レナ・カティーナ」とも表記される。アメリカ・ロサンゼルス在住。

## 概要
8歳でロシアの児童向け音楽団体「アベニュー」に参加し、その後すぐに「ニェポシェデ」に参加してアーティスト人生を開始した。1999年、プロデューサーのイワン・シャポワロフは、自分のプロジェクト「t.A.T.u.」のためにリェーナ・カーチナを選び、ユーリャ・ボルコワも選んだ。t.A.T.u.は、「オール・ザ・シングス・シー・セッド」、「ノット・ゴナ・ゲット・アス」、「オール・アバウト・アス」などのヒット曲を生み出した。t.A.T.u.の最初のシングル「オール・ザ・シングス・シー・セッド」は、イギリス、ロシア、オーストラリアなど19ヶ国で1位を獲得した。
2009年、カーチナはソロ活動を開始し、それに伴いt.A.T.u.は活動を休止した。2011年、カーチナとボルコワは、ソロ活動のために正式に解散した。同年、カーチナはソロ名義として初のシングル「ネバー・フォーゲット」をリリースした。この曲は2011年にMTVロシアのトップ10で1位を獲得し、MTVロシアの2011年ビデオ・オブ・ザ・イヤーも受賞した。アメリカのビルボードのホット・ダンス・クラブ・プレイでも1位を獲得し、ギリシャでも1位を獲得した。
2014年にはデビュー・アルバム『ディス・イズ・フー・アイ・アム』を、続いて2019年には初のロシア語によるセカンド・アルバム『モノ』をリリースした。

## 活動前期
カーチナは1984年10月4日、デューナやマリーナ・クレブニコワなどとも協業したロシアの芸能界を代表する音楽家セルゲイ・カーチンを父として、イネッサ・カーチナを母として、モスクワで生まれた。カーチナは4歳の頃から、父の勧めで様々なスポーツ・クラブや音楽クラブに通い、造形芸術や芸術的な才能を育んできた。7歳で普通学校に入り、1年後には音楽学校でピアノを習った。10歳のときには児童グループ「アベニュー」にソリストとして参加し、その後3年間歌った。13歳のとき、ボーカル・器楽グループ「ニェポシェデ」のメンバーとなり、そこでユーリャ・ボルコワと出会い、友人となった。キャスティングの際、彼女はフランス語の歌を歌ったが、審査員は彼女の声の質に驚かされた。「ニェポシェデ」では14歳までの児童しか在籍できないため、カーチナはすぐに年齢を理由にグループを脱退した。14歳のとき、彼女はポップ・デュオ「t.A.T.u.」のメンバーとして起用された。

## 音楽活動

### 1999年 - 2014年：t.A.T.u.
t.A.T.u.の生みの親であり、当時のマネージャーであったイワン・シャポワロフは、「t.A.T.u.の着想は、女子高生のレズビアン・カップルという男性ならではの妄想から始まった」と述べ、このデュオが多様なファン層に訴求しうることを確信していた。
400人の少女をオーディションした結果、シャポワロフは14歳のカーチナをt.A.T.u.に抜擢した。プロジェクトがまだ進行中だったこともあり、カーチナは「ビェローチュカ」（『Podnebesnaya No. 1』に収録）や「ユーゴスラビア」などのデモ曲（t.A.T.u.としてクレジットされている）をレコーディングする機会を得た。その後、14歳のユーリャ・ボルコワがプロジェクトに加わり、2001年にはロシアで、そして後には世界でも人気を博した。

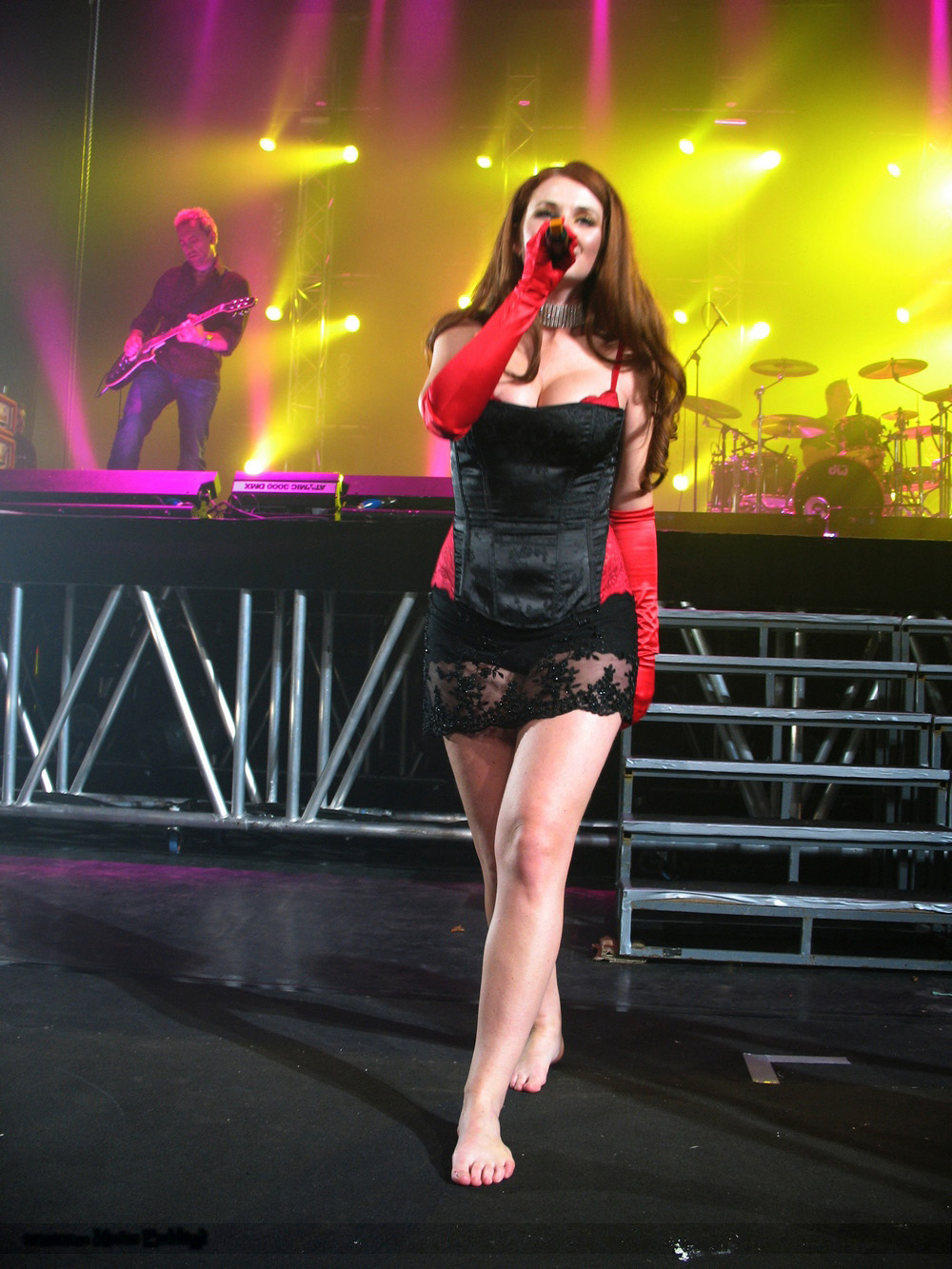
2008年、モスクワでのコンサートでのリェーナ・カーチナ。

自身の選択に満足したシャポワロフは、カーチナとボルコワをt.A.T.u.のメンバーとして加入させる契約を結んだが、シャポワロフとの契約では、彼女らにレズビアンのイメージを持たせることも要求されていた。2004年にシャポワロフと決別した後、彼女らは、レズビアンのイメージはシャポワロフが作ったもので、取材で何を話すかまで指示されていたと告白した。
t.A.T.u.は、すぐにロシアで最も成功したグループとなり、「オール・ザ・シングス・シー・セッド」、「ノット・ゴナ・ゲット・アス」、「オール・アバウト・アス」などの数々のヒット曲を残した。また、ユーロビジョン・ソング・コンテスト2003に参加し、「ニ・ヴェーリ、ニ・ボイシャ」で3位に入賞した。2007年、カーチナは、メンバーのユーリャ・ボルコワとともに、映画『you and i』に出演し、ミーシャ・バートンが主演した。この映画はローランド・ジョフィ監督が手がけ、2008年のカンヌ国際映画祭に出品された。この映画は2011年と2012年に公開された。
カーチナは、ニューヨーク、そして故郷のモスクワなど、様々な場所でレコーディングを行ってきたが、主にロサンゼルスでレコーディングしていたことで知られている。t.A.T.u.の公式サイトでは、カーチナがT.A. Musicの支援とマネジメントのもとでソロ活動を行うことが確認されている。2009年半ばからt.A.T.u.のプロジェクト・メンバーと活動を開始し、2011年にはアルバムをリリースする予定であった。2011年3月、t.A.T.u.は正式に解散した。t.A.T.u.の12年間の活動を振り返り、『Waste Management pt.1』と『Waste Management Remixes pt.2』という2枚のリミックス・アルバムをリリースした。
12月13日のライブ・チャットで、カーチナは、ボルコワの新しいミュージック・ビデオ「All Because Of You」（訳注：全部あなたのせい）をどう思うかと聞かれ、「（「All Because Of You」は）とてもユーリャらしいと思う。ユーリャはユーリャ」と答えた。ライブ・チャットの技術的な問題により、彼女のその後の発言は途切れた。

### 2010年 – 2016年：ソロ活動、『ディス・イズ・フー・アイ・アム』と『エスタ・ソイ・ヨ』

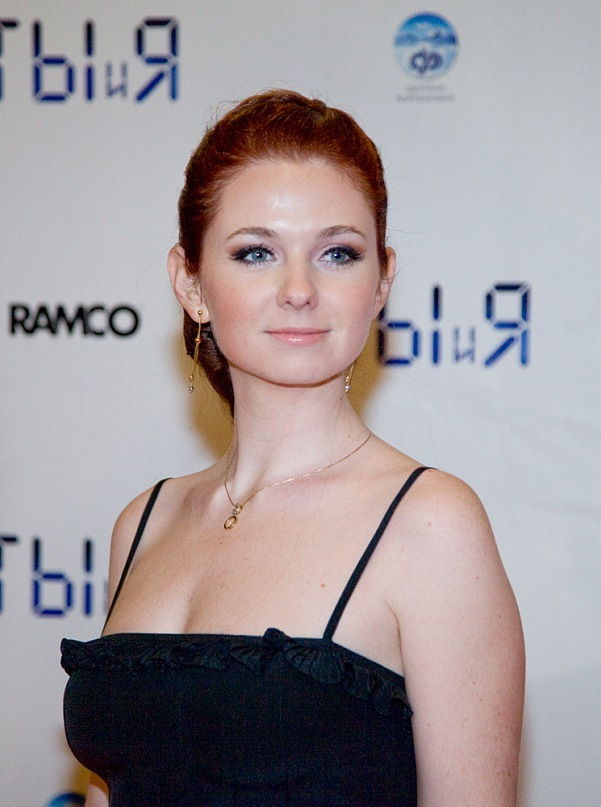
2011年、映画『you and i』の初演に登壇したリェーナ・カーチナ

カーチナは、2010年5月29日にロサンゼルスのThe Trailでファン・イベントを開催し、2010年5月30日にロサンゼルスのナイトクラブ「トルバドール」で初の単独公演を行った。カーチナは、2010年6月12日にミルウォーキーで開催された「プライドフェスト」のオープニング・アクトを務めた。カーチナは、プライドフェストに出演した日に、今後発売予定のアルバムに収録される「ロスト・イン・ディス・ダンス」を無料で配信リリースした。2010年9月17日、カーチナは、サンフランシスコのクラブ「1015 Folsom」で歌を披露した。2011年2月3日、カーチナは、テキサス州ダラスのコットン・ボウルで開催されたXLVパーティーで、ヴィレッジ・ピープル、カズウェル、レディ・バニー、DJヘクター・フォンセカ、DJエンフェルノとともに、2011年最初の公演を行う予定であった。しかし、この公演は1月31日に13枚のチケットしか売れなかったため、中止となった。2011年には、カーチナの女優デビュー作を収録した映画『you and i』がロシアで公開された。この映画には、t.A.T.u.のもう一人のメンバーであるユーリャ・ボルコワや、女優のミーシャ・バートンも出演している。
「ロスト・イン・ディス・ダンス」のリリースと並行して、カナダのポスト・ハードコアバンド「アバンドン・オール・シップス」とシングル「ガーディアン・エンジェル」をレコーディングし、2010年10月にリリースされた彼らのデビュー・アルバム『ジービング』に収録された。2011年6月17日、カーチナのシングル『ネバー・フォーゲット』が、メキシコのラジオ局FMTU 103-7（モンテレイ）で初公開された。2011年8月1日、ミュージック・ビデオの予告編が公開された。2011年8月2日、ミュージック・ビデオがペレス・ヒルトンのブログで漏洩された。2011年8月5日、カーチナは「ネバー・フォーゲット」のミュージック・ビデオを正式に公開し、同曲をシングルとしてiTunes Storeでリリースした。このシングルにはカップリング曲として「Stay」も収録されている。
カーチナはバンドとともにRAWsessionに出演し、アウル・シティーの「ディア・イン・ザ・ヘッドライツ」、アレクサンドラ・スタンの「ミスター・サクソビート～恋の大作戦～」、そしてカーチナ自身の「ネバー・フォーゲット」のオリジナル・アコースティック・バージョンを披露した。すべての映像はYouTubeで公式に公開され、その8ヶ月後にはEP『RAWsession 07-14-11』として楽曲がリリースされた。また、メキシコのシンセポップ・バンド「ベラノバ」とコラボレーションし、一緒にレコーディングした「Tic-Toc」（『Sueño Electro II』に収録）という楽曲のビデオを撮影した。
2011年9月19日、カーチナはエコー・オブ・モスクワ・ラジオの取材を受けながら、新曲「ウエイティング」をリリースした。2011年12月9日、カーチナは新曲「キープ・オン・ブレッシング」をKroogiからリリースした。この曲は、東日本大震災で被災した日本の子どもたちを支援するための募金活動の曲として使われた。12月13日に行われたファンとのビデオ・カンファレンスで、いつアルバムが出るのかとファンから聞かれ、カーチナはこう答えている。「私もこの質問の答えが知りたいです……（笑）。私はレーベルを探そうとしているんだけど、なぜか彼らは私を必要としていないの……」。この時点でカーチナとファンとの回線が落ち、その後の彼女の発言は失われた。
カーチナのシングル『ネバー・フォーゲット』は、MTVの「Russian Top 10 - Year in review」チャートで1位を獲得した。この曲は、ロシアのエアプレイ・チャートのトップ100に入ることができず、244位に留まった。
それ以来、カーチナは「ウエイティング」、「ロスト・イン・ディス・ダンス」などの曲をリリースし、「ワールド」、「ジャスト・ア・デイ」、「ザ・ビースト（ソー・ノット・クール）」、「フェド・アップ（IRS）」などの曲を英語とロシア語でライブ演奏している。また、2011年の東北地方太平洋沖地震で被災した日本の子どもたちを支援するために、「キープ・オン・ブレッシング」という曲をリリースした。
2012年9月30日、カーチナがラッパーのT-killahとコラボレーションした「ショット」がLove Radioで発表された。2013年4月、ロシア語版「ヤー・ブドゥ・リャドム」がリリースされた。
2012年12月、カーチナは所属事務所の社長であるボリス・レンスキーと制作チームから離れ、2013年初頭にリリースされる限定版トリプルCDとスペイン語版EPの制作のためにロサンゼルスに移った。このプロジェクトは実現しなかったが、カーチナは2枚目のソロ・シングル「リフト・ミー・アップ」をリリースした。

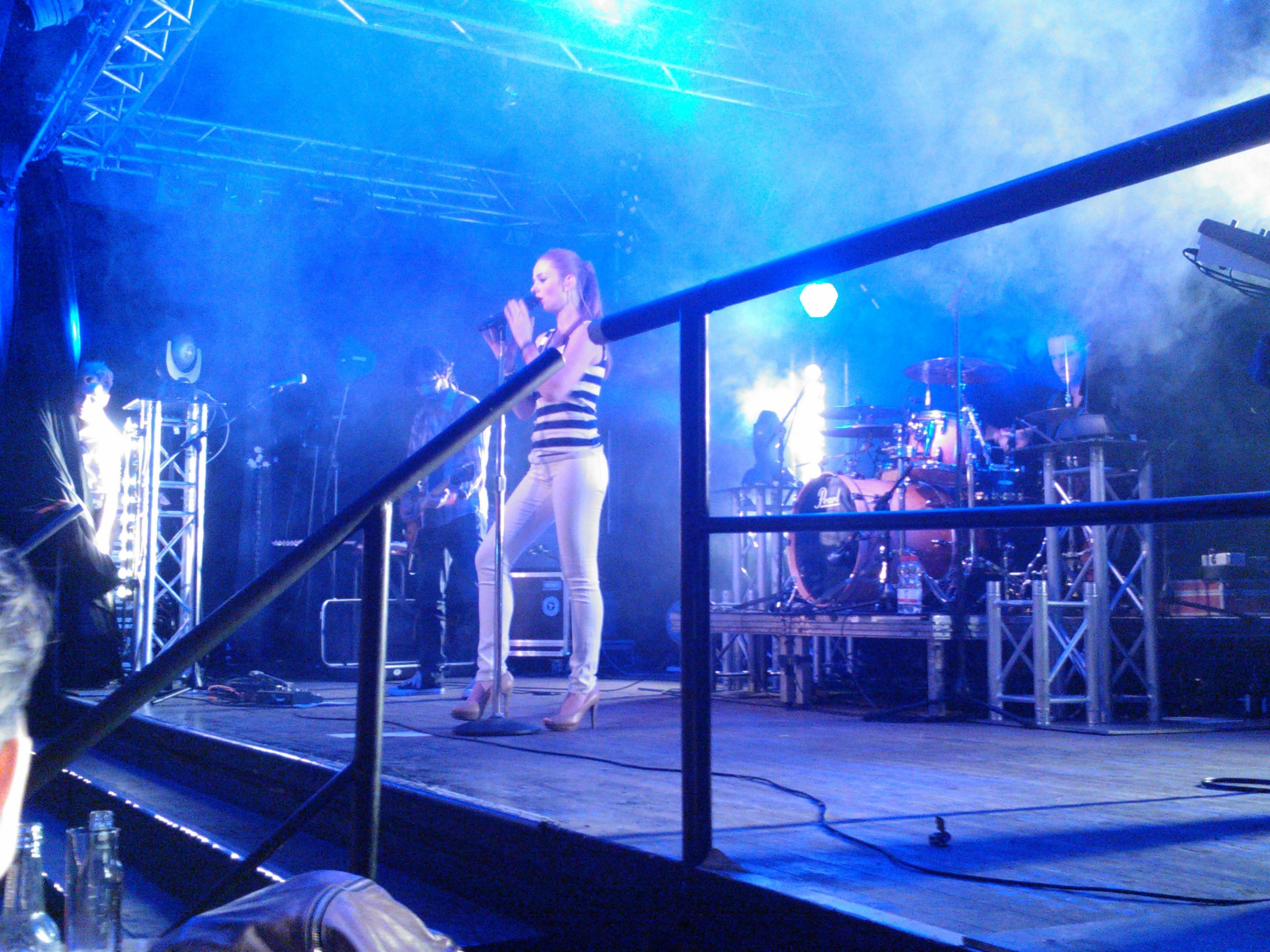
2013年10月にケルンで行われたコンサートに出演したリェーナ・カーチナ

2014年、カーチナはかつてt.A.T.u.のもう一人のメンバーであったユーリャ・ボルコワとt.A.t.uとして一連のパフォーマンスを行い、ロシアで開催されたオリンピックのテレビ・パフォーマンスで幕を閉じた。しかし、このパフォーマンスの直後、カーチナはボルコワが自分を脅迫したと告発し、グループとしてのt.A.T.uに終止符を打った。ボルコワはこの告発を否定した。シングル「リュボフ・フ・カジュダム・ムグナビェーニ」（ラブ・イン・エブリ・モーメント）は、カーチナとボルコワのコラボレーションとしてリリースされたが、t.A.T.uの名義ではなかった。
2014年3月17日、カーチナは、2013年10月6日にケルンで録音した初のライブ・アルバム「ヨーロピアン・ファン・ウィークエンド・2013・ライブ」をリリースした。このアルバムには、t.A.T.u.の曲と彼女のソロ曲のパフォーマンスが収録されている。2014年9月2日、カーチナはFacebookを通じて、デビュー・スタジオ・アルバム『ディス・イズ・フー・アイ・アム』を2014年11月18日にリリースすることを発表し、それに先立って10月7日にシングル『フー・アイ・アム』を、9月15日にカウントダウン・シングルとして『フェド・アップ』をリリースした。『アン・インビテーション』が2015年3月12日にシングルとしてリリースされた。
2016年7月、カーチナはラテン系の国のファンへの感謝の気持ちを込めて、スペイン語のアルバム『エスタ・ソイ・ヨ』をリリースした。

### 2017年 – 現在：『モノ』、オール・トゥギャザー・ナウ！、マスカ
2017年10月、カーチナは新しい英語版シングル『サイレント・ヒルズ』をリリースした。その後12月には、ダディ・マーキュリーとのコラボレーション曲「ヒア・アイ・ゴー・アゲイン」をリリースした。
2018年3月3日、カーチナはロシア語のバラード曲『ポスリェ・ナス』（アフター・アス）をリリースした。この曲は、かつてのメンバーであったユーリャ・ボルコワとt.A.T.u.を組んでいた過去の思い出を懐かしむように捧げたものである。その年の後半には、ロシア語のシングル、『カッスィ』（ブライズ）、『クーリシュ』（ユー・スモーク）、『マクドーナルツ』（マクドナルズ）をリリースした。
2019年には、4月12日にロシア語のシングル『スタルトリェク』（スタートレック）、6月9日に『モノ』をリリースした。『モノ』のリリースから20日後、カーチナは初のロシア語アルバムのリリースを発表し、タイトルも『モノ』とした。2019年7月26日に発売された8曲入りのアルバム『モノ』には、2018年からすでに発売されている6曲と新曲2曲が収録されている。ビリーブ・デジタルのサービスを利用してリリースされた最初のアルバムであり（2015年にTuneCoreがビリーブ・デジタルに買収される前に、チューンコアの下で英語のデビュー作をリリースした後）、再び自身のレーベルKatina Musicからリリースされた。
2020年、カーチナは、元ニェポシェデのメンバーであるセルゲイ・ラザレフと共に、ロシア1のリアリティ・コンペティション・シリーズ「オール・トゥギャザー・ナウ！/フ＝カ、フシェ・フミェースチェ！」の審査員を務めた。このシリーズでは、出場者の歌唱力を100人のミュージシャンのチームが審査し、各審査員がパフォーマンスを楽しんだ場合には出場者に1ポイントが与えられる。審査員には、カーチナの他に、ユーロビジョン・ソング・コンテスト2012の準優勝者ブラン村のおばあちゃんたちのメンバー（エカチェリーナ・シュクリャエワとワレンティナ・ピャチェンコ）が参加している。
同年、カーチナは2月14日に「ビルス」、5月22日に「キリング・ミー・ソフトリー」の2枚のシングルをリリースし、最近ではテレビ番組「マスクド・シンガー」のロシア版「マスカ」にスパイダー/パウクとして参加した。しかし、4月13日に第6位で脱落した。また、4月17日には、これまでに発表した楽曲のアコースティック・バージョンをEP『アコースティカ』（アコースティックス）としてリリースした。
9月11日、カーチナはシングル『クライ・ベイビー』をリリースした。

## 私生活
幼少の頃から、体操、社交ダンス、フィギュアスケート、水泳、乗馬などの趣味を持っていたカーチナ。また、ピアニストとしても活躍しており、読書、特に恋愛小説を好む。2006年のテレヒットの取材では、若い頃はレッド・ツェッペリン、ディープ・パープル、ピンク・フロイドなどをよく聞いていたと語っている。異父妹カーチャと異母弟イワンの2人の弟妹がいる。カーチナは宗教的な教育を受けており、ロシア正教会の信徒であった。
カーチナは2013年8月に、3年間交際していたセルビアとスロベニア出身のミュージシャンであるサーシャ・クズマノヴィッチと、モスクワとリュブリャナで結婚した。
カーチナは2014年11月、ローマでのコンサート中に第一子を妊娠しており、すでに妊娠3ヶ月半であることを発表した。2015年5月22日、モスクワで長男アレクサンドルを出産した。2019年11月現在、カーチナはクズマノヴィッチと離婚している。

### LGBTコミュニティへの支援
2007年、カーチナはt.A.T.u.としてモスクワのゲイ・プライドに参加した。

2012年9月、カーチナはバンドとともに、国際フェスティバル「クィアフェスト2012」の支援のためにサンクトペテルブルクに行った。カーチナは、「私たちは皆、全く異なる人間であり、私たちはその違いを祝福すべきです。LGBTコミュニティに対する不寛容な攻撃を目の当たりにしたとき、黙っていてはいけません」と述べた。主催者は、「リェーナがクィアフェストに参加したことは、まさに歴史的な瞬間です。このような知名度の高いロシアのアーティストが、初めてこの祭典を応援したのですから」と述べた。2014年9月には、t.A.T.u.の元メンバーであるユーリャ・ボルコワがウクライナのゲーム番組「Lie Detector」に出場者として出演し、特に同性愛者の男性に対して非常にホモフォビアであると考えられる発言をした。カーチナは以下のとおり反応した。
皆さん、こんにちは。最近、LGBTに関する私の立場と宗教に関する言論を目にすることがあります。神様は私たちに、愛の中で生きること、寛容であること、そして他人を裁かないことを教えてくださっています。そして私はそうしています。愛は愛であり、それは素晴らしい感情です。誰もが自由に好きな人を愛し、人生を共にしたい人と一緒にいるべきだと思います。—リェーナ・カーチナ、

### ユーリャ・ボルコワとの確執
カーチナとボルコワの確執は、2010年にボルコワがカーチナのソロ活動について意見を述べたことから始まった。
「彼女（カーチナ）にはそれ（t.A.T.u.の曲を歌うこと）をする権利があるけど、まったく馬鹿げてる。絶対に馬鹿げてる。ソロ活動をするということは、自分自身の作品を作るということでしょ。彼女の作る作品は、私が思うに、くだらないし、彼女の活動なんてすぐに枯れ果てて、立ち消えてしまうだろうけど」
カーチナはこの発言に対して、自身のYouTubeで、以下のとおり述べた。
「ユーリャの発言を見ました。もちろん、動揺しました。でも、皆さんにお伝えしたいのは、ユーリャのプロジェクトを含めた全ての状況に対して、私は全く逆の態度を取っているということです。彼女はとても才能のある人だと思うし、彼女が計画している全てのことに成功してほしいと心から願っています」
t.A.T.u.は2011年に正式に解散した。
2012年から2014年にかけて、「200 km/h in the Wrong Lane」の再発売版のプロモーション中に「The Voice of Romania」でのパフォーマンス、キエフでのコンサート、2014年ソチオリンピックのプレ＝オープニング・パフォーマンスなどで、t.A.T.u.は一時的に再結成したが、2014年2月17日、カーチナは自身の公式YouTubeチャンネルにビデオ・メッセージを投稿し、ボルコワとはもう仕事をしないことを表明した。しかし、2月20日、ボルコワはビデオ・メッセージを投稿し、「大きな再会はない」が、t.A.T.u.は「共同プロジェクト」を行っていたと述べた。また、ビデオに込められたカーチナの「意味」を批判し、t.A.T.u.の新シングルのミュージック・ビデオが撮影されることを確認した。2014年3月5日、ボルコワは自身のYouTube公式チャンネルに、カーチナのビデオに対する別のビデオ・メッセージを投稿しました。彼女は、「リェーナが（ボルコワと彼女の）行動に深刻な恐れを抱いている理由」にもかかわらず、2人のコラボレーションが可能であると述べ、新シングルのリリースだけでなく、ミュージック・ビデオについても言及した。
2014年5月22日、愛についてのいくつかの短編映画を含むCornetto Ruの「A Sight Of Cupid」プロジェクトの一環である「Together Apart」の映像に出演したため、カーチナとボルコワはカンヌ映画祭でこの映画を紹介した。この短編映像では、ラッパーのリガライズとマイク・トンプキンスとともに、「リュボフ・フ・カジュダム・ムグナビェーニ」（ラブ・イン・エブリ・モーメント）という曲とそのミュージック・ビデオをレコーディングし、YouTubeのCornetto Ruのページに公開したが、その中でカーチナとボルコワは別々のシーンを撮影した。両者の対立と、ボルコワと交流したくないというカーチナの意向を受けて、両者は別々に記者会見を行った。ボルコワは、イタリアの報道機関の取材で、この映画がカーチナとの最後の共同作業になることを発表した。
最近では、t.A.T.u.結成前に所属していた子供向け音楽グループ「ニェポシェデ」の25周年記念式典での共演が最後となった。そこでは、カーチナは子供たちと一緒にソロ曲の「オール・アラウンド・ザ・ワールド」を、ボルコワはt.A.T.u.の「ナス・ニェ・ダゴーニャット」（「ノット・ゴナ・ゲット・アス」のロシア語版）を歌った。
2019年、ボルコワは、マネージャーがカーチナの家に行き、ボルコワが切り取られた写真をカーチナ宅で見たと主張した。カーチナは、ボルコワのマネージャーが自宅に来たことはないと反論し、この非難を一蹴した。カーチナは、両者の間には和解できない対立があるため、t.A.T.u.を再結成することは不可能だと述べた。

## 女優活動
2008年に公開された映画「you and i」では、ユーリャ・ボルコワ、ミーシャ・バートンとともに映画デビューを果たした。この映画は、モスクワで開催されたt.A.T.u.のコンサートで出会い、恋に落ちた2人のティーンエイジャーの女の子の物語である。この映画は、実話をもとにした小説『t.A.T.u. Come Back』（アレクセイ・ミトロファノフ著）を基にしている。
カーチナは、2014年2月13日に公開されたディズニー映画『ティンカー・ベルとネバーランドの海賊船』のロシア語吹き替え版で、妖精ザリーナの声を担当した。
「リュボフ・フ・カジュダム・ムグナビェーニ」（ラブ・イン・エブリ・モーメント）の映像は、コルネットのマーケティング・プロジェクト「Cornetto Cupidity」の一環である「Together Apart」という短編映像として2014年に公開された。映画の中でカーチナは、遠距離恋愛をしている若いカップルを引き合わせようとするキューピッドの一人を演じた。

## モデル活動
2013年1月、カーチナは『マクシム』誌のロシア版で写真撮影を行った。

## ディスコグラフィ

### スタジオ・アルバム
| 題名                           | 詳細                                                                                                 |
| ------------------------------ | --- |
| ディス・イズ・フー・アイ・アム | - リリース：2014年11月18日 - レーベル：Katina Music Inc. - フォーマット：音楽配信、CD                |
| エスタ・ソイ・ヨ               | - リリース：2016年7月1日 - レーベル：Katina Music Inc.、Maqueta Records - フォーマット：音楽配信、CD |
| モノ                           | - リリース：2019年7月26日 - レーベル：Katina Music Inc. - フォーマット：音楽配信、限定CD             |

### ライブ・アルバム
| 題名                           | 詳細                                                                                 |
| ------------------------------ | ------------------------------------------------------------------------------------ |
| European Fan Weekend 2013 Live | - リリース：2014年3月17日 - レーベル：Katina Music Inc. - フォーマット：音楽配信、CD |

### EP
| 題名                                                            | 詳細                                        |
| --------------------------------------------------------------- | ------------------------------------------- |
| RAWsession – 07.14.11                                           | - リリース：2011年 - フォーマット：音楽配信 |
| ネバー・フォーゲット（リミックス） （THEE PAUS3をフューチャー） | - リリース：2012 - フォーマット：音楽配信   |
| アコースティカ                                                  | - リリース：2020 - フォーマット：音楽配信   |

### シングル

#### リード・アーティストとして
| ネバー・フォーゲット                                                      | 2011年 | 1  | ディス・イズ・フー・アイ・アム |
| リフト・ミー・アップ                                                      | 2013年 | 31 | ディス・イズ・フー・アイ・アム |
| フー・アイ・アム                                                          | 2014年 | —  | ディス・イズ・フー・アイ・アム |
| アン・インビテーション                                                    | 2015年 | —  | ディス・イズ・フー・アイ・アム |
| レヴァンタメ（「リフト・ミー・アップ」スペイン語版）                      | 2016年 | —  | エスタ・ソイ・ヨ               |
| サイレント・ヒルズ                                                        | 2017年 | —  | アルバム未収録                 |
| ポスリェ・ナス                                                            | 2018年 | —  | モノ                           |
| カッスィ                                                                  | 2018年 | —  | モノ                           |
| マクドーナルツ                                                            | 2018年 | —  | モノ                           |
| クーリシュ                                                                | 2018年 | —  | モノ                           |
| スタルトリェク                                                            | 2019年 | —  | モノ                           |
| モノ                                                                      | 2019年 | —  | モノ                           |
| ニカグダ                                                                  | 2019年 | —  | 未公表                         |
| ビルス                                                                    | 2020年 | —  | 未公表                         |
| ウベイ・ミェニャ・ニェジュナ                                              | 2020年 | —  | 未公表                         |
| クライ・ベイビー                                                          | 2020年 | —  | 未公表                         |
| ネバーマインド                                                            | 2020年 | —  | 未公表                         |
| 「—」は、チャートを作成しなかったか、リリースされなかったシングルを示す。 |        |    |                                |

#### フューチャード・アーティストとして
| 題名                                                 | 年     | ピークチャート位置       | ピークチャート位置           | ピークチャート位置 | アルバム         |
| 題名                                                 | 年     | 米ホット・ラテン・ソング | 米ラテン・ポップ・エアプレイ | SPA                | アルバム         |
| ---------------------------------------------------- | ------ | ------------------------ | ---------------------------- | ------------------ | ---------------- |
| Tic-Toc（ベラノバと）                                | 2011年 | 32                       | 2                            | 12                 | Sueño Electro II |
| ヒア・アイ・ゴー・アゲイン（ダディ・マーキュリーと） | 2017年 | —                        | —                            | —                  | アルバム未収録   |

#### プロモーション・シングル
| 題名                                                       | 年     | アルバム                       |
| ---------------------------------------------------------- | ------ | ------------------------------ |
| ロスト・イン・ディス・ダンス（プライドフェスト・ミックス） | 2010年 | アルバム未収録                 |
| キープ・オン・ブレッシング                                 | 2011年 | アルバム未収録                 |
| ジャスト・ア・デイ                                         | 2013年 | ディス・イズ・フー・アイ・アム |
| ワールド（デモ）                                           | 2013年 | アルバム未収録                 |
| ノ・ボイ・オルビダルテ（MZリミックス）                     | 2013年 | アルバム未収録                 |
| フェド・アップ                                             | 2014年 | ディス・イズ・フー・アイ・アム |

### その他の客演
| 題名                                                                       | 年     | 他のアーティスト                                     | アルバム                                                                              | 注意 |
| -------------------------------------------------------------------------- | ------ | ---------------------------------------------------- | ------------------------------------------------------------------------------------- | ---- |
| ガーディアン・エンジェル                                                   | 2010年 | アバンドン・オール・シップス                         | ジービング                                                                            |      |
| メロディ                                                                   | 2012年 | クラーク・オーウェン                                 | メロディ – シングル                                                                   |      |
| ショット / ヤー・ブドゥ・リャドム                                          | 2013年 | T-killah                                             | ブーム                                                                                |      |
| パラダイス                                                                 | 2013年 | セルゲイ・ガロヤン                                   | パラダイス – EP                                                                       |      |
| イッツ・クリスマス・タイム                                                 | 2013年 | オービット・モンキー                                 | イッツ・クリスマス・タイム – EP                                                       |      |
| センチュリー                                                               | 2014年 | Re:boot（キロ（シネマ・ビザール）とデニス・クルス）  | センチュリー – シングル                                                               |      |
| リュボフ・フ・カジュダム・ムグナビェーニ（ラブ・イン・エブリ・モーメント） | 2014年 | ユーリャ・ボルコワ、リガライズ、マイク・トンプキンス | リュボフ・フ・カジュダム・ムグナビェーニ（ラブ・イン・エブリ・モーメント） – シングル |      |
| ゴールデン・リーブス                                                       | 2015年 | ノエミ・スモッラ                                     | トランスパレンテ – EP                                                                 |      |
| ナバヤ・リュボフ                                                           | 2015年 | ポドニェビェスナヤ                                   | 未発表                                                                                |      |

### 作曲家として
| 題名    | 年     | アーティスト | アルバム     | 注意   |
| ------- | ------ | ------------ | ------------ | ------ |
| LUCIFER | 2014年 | 土屋アンナ   | LUCIFER – EP | 共著者 |

### ミュージック・ビデオ
| 題名 | 年                         | 監督                                             |
| リード・アーティストとして | リード・アーティストとして | リード・アーティストとして                       |
| --- | -------------------------- | ------------------------------------------------ |
| ネバー・フォーゲット | 2011                       | ジェームス・コックス                             |
| リフト・ミー・アップ | 2013年                     | デービッド・レーレ                               |
| フー・アイ・アム | 2014年                     | ジェイソン・ウィッシュ                           |
| アン・インビテーション | 2015年                     | リビア・アルカルデ＆フランチェスコ・スペランデオ |
| アン・インビテーション（ローデッド・フィスト・リミックス・ビデオ）                                                                                     | 2015年                     | リビア・アルカルデ＆フランチェスコ・スペランデオ |
| 「レヴァンタメ」 | 2016年                     | デービッド・レーレ                               |
| ポスリェ・ナス | 2018年                     | N/A                                              |
| マクドーナルツ | 2018年                     | オルガ・ルデンコ                                 |
| カッスィ | 2018年                     | オルガ・ルデンコ                                 |
| クライ・ベイビー | 2020                       | アレクセイ・グロット＆オルガ・ルデンコ           |
| フューチャード・アーティストとして |                            |                                                  |
| Tic-Toc（リェーナ・カーチナをフューチャーしたベラノバ）                                                                                                | 2011                       | ダニエル・ロブレス                               |
| メロディ （リェーナ・カーチナをフューチャーしたクラーク・オーウェン）                                                                                  | 2012年                     | ジェイソン・ウィッシュ                           |
| ショット / ヤー・ブドゥ・リャドム （リェーナ・カーチナをフューチャーしたT-killah）                                                                     | 2013年                     | チョップチョップ                                 |
| リュボフ・フ・カジュダム・ムグナビェーニ（ラブ・イン・エブリ・モーメント）（リェーナ・カーチナ、ユーリャ・ボルコワ、リガライズ、マイク・トンプキンス） | 2014年                     | エリェーナ・キーペル                             |
| ゴールデン・リーブス （リェーナ・カーチナをフューチャーしたノエミ・スモッラ）                                                                          | 2015年                     | リビア・アルカルデ＆フランチェスコ・スペランデオ |

### ビデオ・リリース
| 題名                                                  | 年     | 注意                    |
| ----------------------------------------------------- | ------ | ----------------------- |
| ディス・イズ・フー・アイ・アム - ライブ・イン・ローマ | 2015年 | ライブビデオ、写真、MP3 |